# Michiko e Hatchin
Michiko e Hatchin (ミチコとハッチン?, Michiko to Hacchin) è un anime di 22 episodi prodotto dallo studio Manglobe e diretto da Sayo Yamamoto, al suo debutto nel ruolo di regista di una intera serie. Le musiche sono composte dal musicista polistrumentale brasiliano Kassin, mentre il produttore musicale è il famoso Shinichirō Watanabe.
In Giappone la serie è andata in onda per la prima volta su Fuji TV il 15 ottobre 2008 ed è terminata il 18 marzo 2009. Dal 10 febbraio al 23 giugno 2009, su licenza Dynit, è stata trasmessa anche in Italia da MTV nella fascia dell'Anime Night ed insieme alla trasmissione è stata pubblicata in DVD. Dal 19 luglio 2011 è stata pubblicata per la visione in streaming sul sito Popcorn TV, ed era visibile su tale sito finché non è stata rimossa nel 2012.
La versione italiana trasmessa da MTV presentava alcuni dialoghi censurati, soprattutto quelli contenenti parole volgari. Questi hanno un doppiaggio non censurato nei DVD.

## Trama
Ambientata in uno stato immaginario simile al Brasile, la storia parla di Hana, una bambina rimasta orfana che cerca disperatamente di scappare dai suoi genitori adottivi, che la trattano male sfruttandola solo per ricevere un compenso per la loro adozione. Il suo desiderio si realizza grazie a Michiko, un'affascinante donna fuggita da una prigione, che la rapisce. Inizia così la loro fuga attraverso quella calda terra, alla ricerca di Hiroshi, padre di Hana (soprannominata Hatchin) nonché ex-fidanzato di Michiko.

## Episodi
La serie è composta da 22 episodi.

## Personaggi
Michiko Malandro (ミチコ・マランドロ?, Michiko Marandoro)
Seiyū: Yōko Maki; Doppiatore italiano: Claudia Catani, Ludovica Bebi (da bambina).
Fuggita dal carcere di massima sicurezza di Diamandra, Michiko rapisce Hana credendo che lei sappia dove si trova Hiroshi. Faceva parte della banda criminale Monstro Preto, ma ora i membri della banda la odiano in quanto ha rovinato quello che doveva essere un incontro pacifico con una banda rivale, i Fantasma. Non viene chiarito se è la madre di Hatchin, ma dato che quest'ultima viene considerata da lei la prova che Hiroshi non è morto, non dovrebbe esserlo.
Hana "Hatchin" Morenos (ハナ・モレーノス （ハッチン）?, Hana Morenōsu (Hacchin))
Seiyū: Suzuka Ohgo; Doppiatore italiano: Valentina Mari.
Bambina di 9 anni (ma ne compie 10 nel corso della storia), era tenuta come una serva dai suoi genitori adottivi, che ricevevano un compenso per tenere la bambina. Dice che non le piace essere chiamata Hana e per questo viene soprannominata "Hatchin" da Michiko (deriva dalla contrazione di Hana-chin; chin rappresenta una storpiatura del suffisso onorifico -chan. Si può traslitterare anche Hacchin). È la figlia di Hiroshi e viene considerata da Michiko la prova che Hiroshi sia ancora vivo. Una prova che sia sua figlia è il tatuaggio che ha sulla pancia. Nel corso della serie si affeziona a Michiko ed impara sempre di più a badare a sé stessa.
Hiroshi Morenos (ヒロシ・モレーノス?, Hiroshi Morenōsu)
Seiyū: Kanji Tsuda; Doppiatore italiano: Edoardo Stoppacciaro.
Ex-fidanzato di Michiko e padre di Hatchin, è colui che da piccolo ha dato inizio insieme a Satoshi Batista a quella che sarebbe diventata la banda criminale Monstro Preto. È stato dato per morto, ma una foto che ritrae Hatchin neonata, secondo Michiko, dimostra il contrario. Michiko è convinta che Hiroshi sia ancora molto innamorato di lei, anche quando tutto sembra dimostrare il contrario.
Atsuko Jackson (アツコ・ジャキソン?, Atsuko Jakison)
Seiyū: Maki Sakai; Doppiatore italiano: Laura Boccanera.
Poliziotta e vecchia amica di Michiko, ha più volte la possibilità di arrestarla ma non ne ha il coraggio.
Padre Pedro Belenbauza (ペドロ・ベレンバウザー・山田?, Pedoro Berenbauzā yamada)
Seiyū: Takeshi Wakamatsu; Doppiatore italiano: Sergio Di Giulio.
Padre adottivo di Hana, la tratta come una serva e la tiene solo per ricevere in cambio un compenso. Cerca di riprenderla dopo che Michiko l'ha rapita.
Lam Yin (ラム・イン?, Ramu In)
Seiyū: Reiji Nakagawa; Doppiatore italiano: Vittorio Amandola.
Pepe Lima (ペペ・リマ?, Pepe Rima)
Seiyū: Shie Kohinata; Doppiatore italiano: Silvia Tognoloni.
Rico (リコ?, Riko)
Seiyū: Tetsushi Tanaka; Doppiatore italiano: Alberto Bognanni.
Kiril (キリル?, Kiriru)
Seiyū: Kendo Kobayashi; Doppiatore italiano: Mauro Magliozzi.
Ivan (イヴァン?, Ivan)
Seiyū: Takashi Yamanaka; Doppiatore italiano: Luigi Ferraro.
Satoshi Batista (サトシ・バティスタ?, Satoshi Batisuta)
Seiyū: Masaki Miura; Doppiatore italiano: Stefano Mondini.
Capo della Monstro Preto. Da piccolo ha conosciuto Hiroshi e hanno cominciato a darsi alla criminalità per difendersi da altri criminali. Ora dà la caccia a Michiko.
Shinsuke Rodriguez (シンスケ・サッセ・ロドリゲス?, Shinsuke Sasse Rodorigusu)
Seiyū: Jun Murakami; Doppiatore italiano: Massimo Lodolo
Vecchio amico di Satoshi Batista ed ex membro dei Monstro Preto, ora è invece a capo di una banda rivale. È un sadico a cui piaceva uccidere i nemici facendoli stare con la testa nell'acqua, promettendo loro di lasciarli in vita se resisteranno per un certo periodo di tempo, ma sarà proprio questo il modo in cui lo ucciderà Satoshi.
Davy Nateva (ダヴィ・ナチーヴァ?, Davi Natēva)
Seiyū: Gundan Takeshi; Doppiatore italiano: Roberto Draghetti.
Rita Ozette (リタ・オゼッチ?, Rita Ozette)
Seiyū: Sayaka Yoshino; Doppiatrice italiana: Veronica Puccio
Ricardo (リカルド?, Rikarudo)
Seiyū: Ken Mitsuishi; Doppiatore italiano: Ivan Andreani.

## Musiche
- Sigla di apertura: Paraiso eseguita dai SOIL & "PIMP" SESSIONS
- Sigla di chiusura: Best Friend dei Karutetto